# Ohio (rivière)
Pour les articles homonymes, voir Ohio (homonymie).
L'Ohio est une rivière de l'est des États-Unis et le principal affluent de rive gauche du Mississippi. Il a une importance capitale dans l'histoire des États-Unis, que ce soit pour les nations autochtones ou les colons européens. L'Ohio a constitué une voie de transport privilégiée lors de la Conquête de l'Ouest. En effet, elle traverse pas moins de six États, et son bassin hydrographique s'étend sur quatorze États, comprenant la plupart des États du sud-est du pays. Son affluent principal est le Tennessee. Au XVIIIe siècle, l'Ohio constituait la frontière méridionale des États du Nord, marquant de facto la limite entre les États pratiquant l'esclavage et ceux l'ayant aboli.

## Hydronymie
Le nom Ohio provient du mot seneca (une langue iroquoienne) signifiant « Bonne rivière ». Ce nom autochtone a ensuite été traduit par les Français en « Belle rivière »,. 

## Parcours

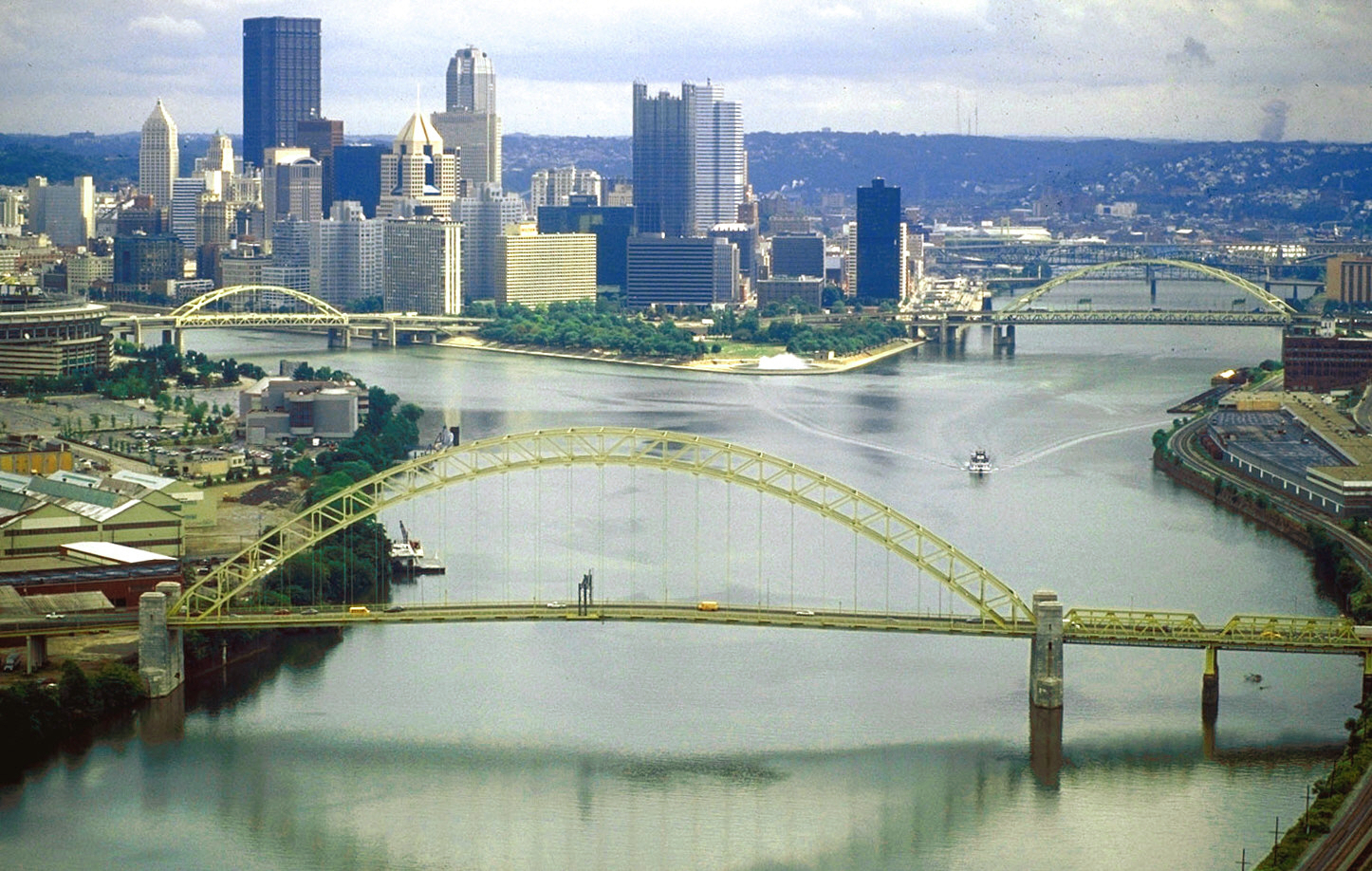
Naissance de l'Ohio au confluent des rivières Allegheny et Monongahela.

La rivière est appelée « Ohio » à partir du confluent des deux rivières Allegheny et Monongahela, dans le centre de Pittsburgh, en Pennsylvanie. Elle s'écoule ensuite vers le nord-ouest avant d'effectuer un brusque demi-tour vers le sud ; elle forme alors la frontière entre les États de la Virginie-Occidentale et l'Ohio, puis elle se dirige vers l'ouest en traversant les États du Kentucky, de l'Ohio, de l'Indiana et de l'Illinois, avant de se jeter dans le Mississippi à Cairo, dans l'Illinois. À ce niveau, l'Ohio est plus large que le Mississippi lui-même.
Le bassin hydrographique de la rivière Ohio couvre plus de 490 000 km2. Il recouvre les États de l'Illinois, de l'Indiana, de l'Ohio, de New York, de Pennsylvanie, du Maryland, de Virginie-Occidentale, du Kentucky, du Tennessee, de Virginie, de Caroline du Nord, de Géorgie, de l'Alabama et du Mississippi.

### Principaux affluents (d'amont en aval)
La rivière Ohio possède de nombreux affluents. Le plus important d'entre eux est le Tennessee. Il contribue à lui seul à un quart du débit total de la rivière. Ensuite arrivent par ordre d'importance les rivières Wabbash et Cumberland. Les affluents de la rive droite de la rivière Ohio drainent les plaines situées juste au sud du lac Michigan et du lac Érié tandis que les affluents de la rive gauche drainent le versant occidental des monts Appalaches. Le tableau ci-dessous liste les principaux affluents de l'Ohio en partant de l'amont et en se dirigeant vers l'aval.
| Nom                                    | Longueur (km) | Bassin versant (km2) | Débit (m3/s) | Rive   |
| -------------------------------------- | ------------- | -------------------- | ------------ | ------ |
| tributaires donnant naissance à l'Ohio |               |                      |              |        |
| Allegheny                              | 523           | 29 992               | 560          |        |
| Monongahela                            | 463           | 19 011               | 359          |        |
| affluents de l'Ohio                    |               |                      |              |        |
| Beaver                                 | 216           |                      |              | droite |
| Little Muskingum                       | 105           |                      |              | droite |
| Muskingum                              | 388           | 20 852               |              | droite |
| Little Kanawha                         | 269           | 6 009                |              | gauche |
| Hocking                                |               | 3 100                |              | droite |
| Kanawha                                | 671           | 31 690               | 537          | gauche |
| Guyandotte                             | 267           |                      |              | gauche |
| Big Sandy                              | 291           |                      |              | gauche |
| Little Sandy                           | 145           |                      |              | gauche |
| Scioto                                 | 372           | 16 879               | 189          | droite |
| Little Miami                           | 121           | 11 000               |              | droite |
| Licking                                | 515           |                      |              | gauche |
| Great Miami                            | 257           | 13 915               | 152          | droite |
| Salt                                   | 225           |                      |              | gauche |
| Kentucky                               | 417           | 18 000               | 265          | gauche |
| Green                                  | 483           | 25400                |              | gauche |
| Wabash                                 | 810           | 85 340               | 1 001        | droite |
| Saline                                 | 122           | 4564                 |              | droite |
| Cumberland                             | 1 106         | 46 830               | 862          | gauche |
| Tennessee                              | 1 046         | 105 870              | 2 000        | gauche |
| Cache                                  |               |                      |              | droite |

### Principales agglomérations se situant sur les rives de l'Ohio

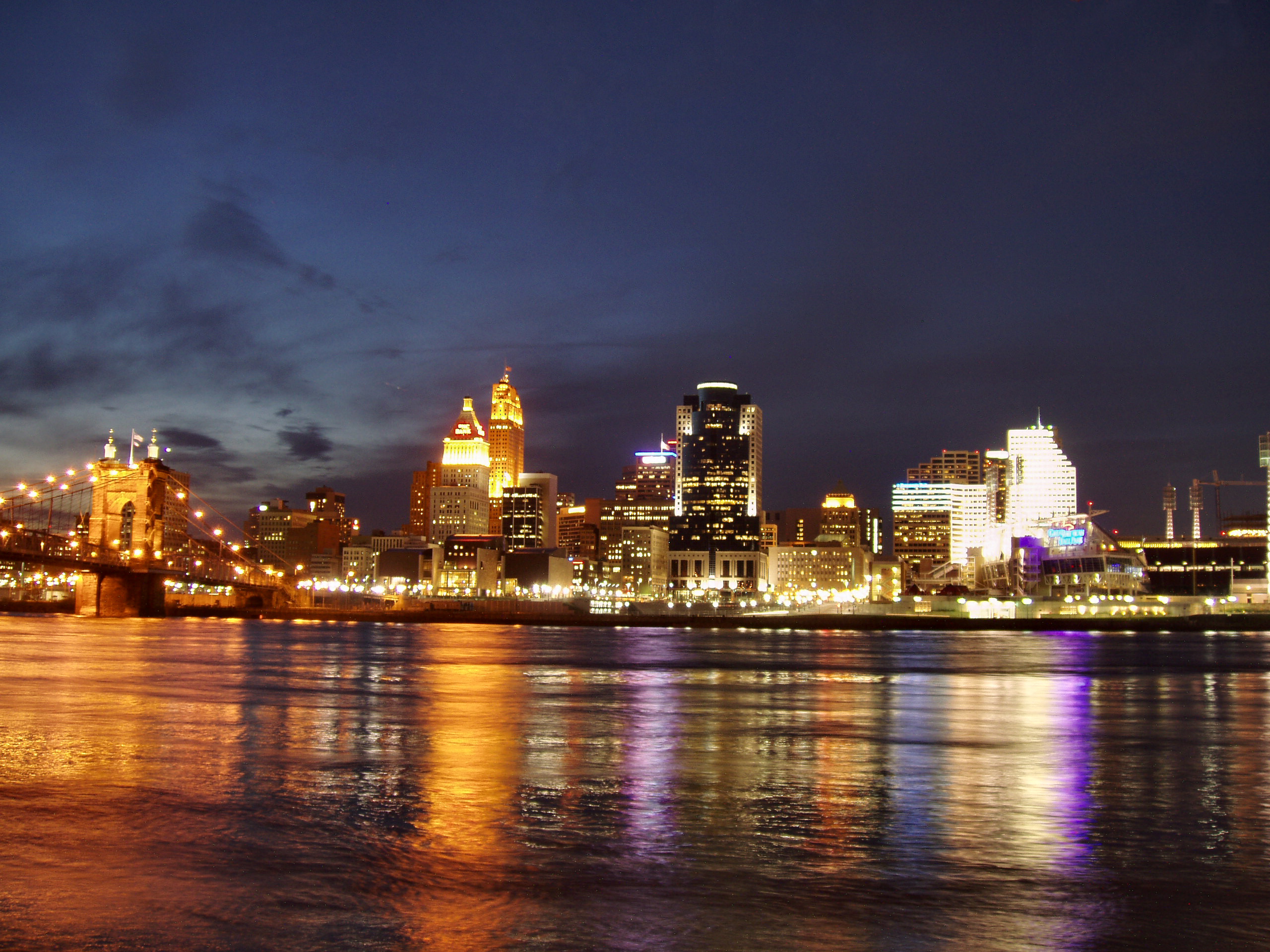
L'Ohio à Cincinnati.

- Pittsburgh (population : 2,4 millions)
- Cincinnati (population : 2,1 millions)
- Louisville (population : 1,2 million)
- Evansville/Henderson (population : 350 000)
- Huntington/Ashland (population : 290 000)

## Formation
La rivière a été formée par un glacier pendant la dernière période de l'âge glaciaire, appelée la glaciation du Wisconsin (glaciation de Würm pour la période correspondante dans les Alpes). Lorsque le glacier s'est retiré, un barrage de matériaux situé près de Louisville, dans le Kentucky a obstrué l'Ohio pendant un certain temps, ce qui a créé un grand lac. Le barrage a ensuite cédé, et l'Ohio a pris son cours actuel, remplaçant la rivière Teays qui existait avant la période glaciaire.

## Hydrologie
La rivière Ohio a un débit de 955 m3/s à sa sortie de Pittsburgh, 3 293 m3/s à Louisville et 7 912 m3/s à Metropolis, juste avant qu'elle ne rejoigne le fleuve Mississippi. Le débit de l'Ohio est supérieur d'un tiers à celui du Mississippi à leur confluence et la rivière est capable de faire refluer sur 90 km vers l'amont les eaux du fleuve principal lors de ses soudaines crues. Celles-ci se produisent généralement à la fin de l'hiver et au début du printemps, saison correspondant à la période des hautes eaux pour la « belle rivière », tandis que la période d'étiage a lieu à la fin de l'été et au début de l'automne. La plus forte crue historique s'est produite le premier février 1937. Le débit de la rivière a atteint ce jour-là 52 400 m3/s à Metropolis. La tranche d'eau écoulée annuellement dans son bassin s'élève à 475 mm/an. Cette valeur élevée est due d'une part à l'abondance des précipitations sur l'ensemble de son bassin versant (celles-ci sont comprises entre 900 mm dans les plaines bordant les grands lacs et 1 800 mm sur les sommets des Appalaches) et d'autre part à la vigueur des pentes moyennes.

## Histoire

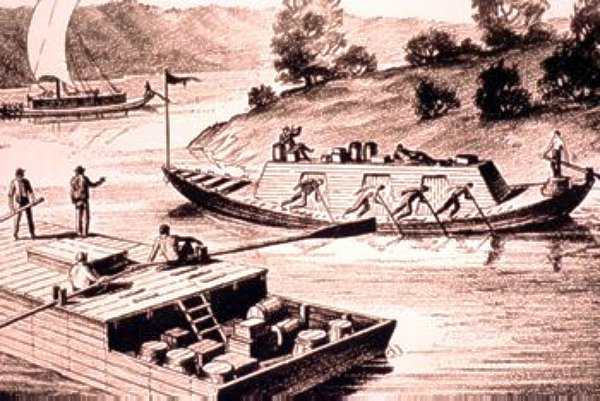
Un flatboat croisant un keelboat sur l'Ohio

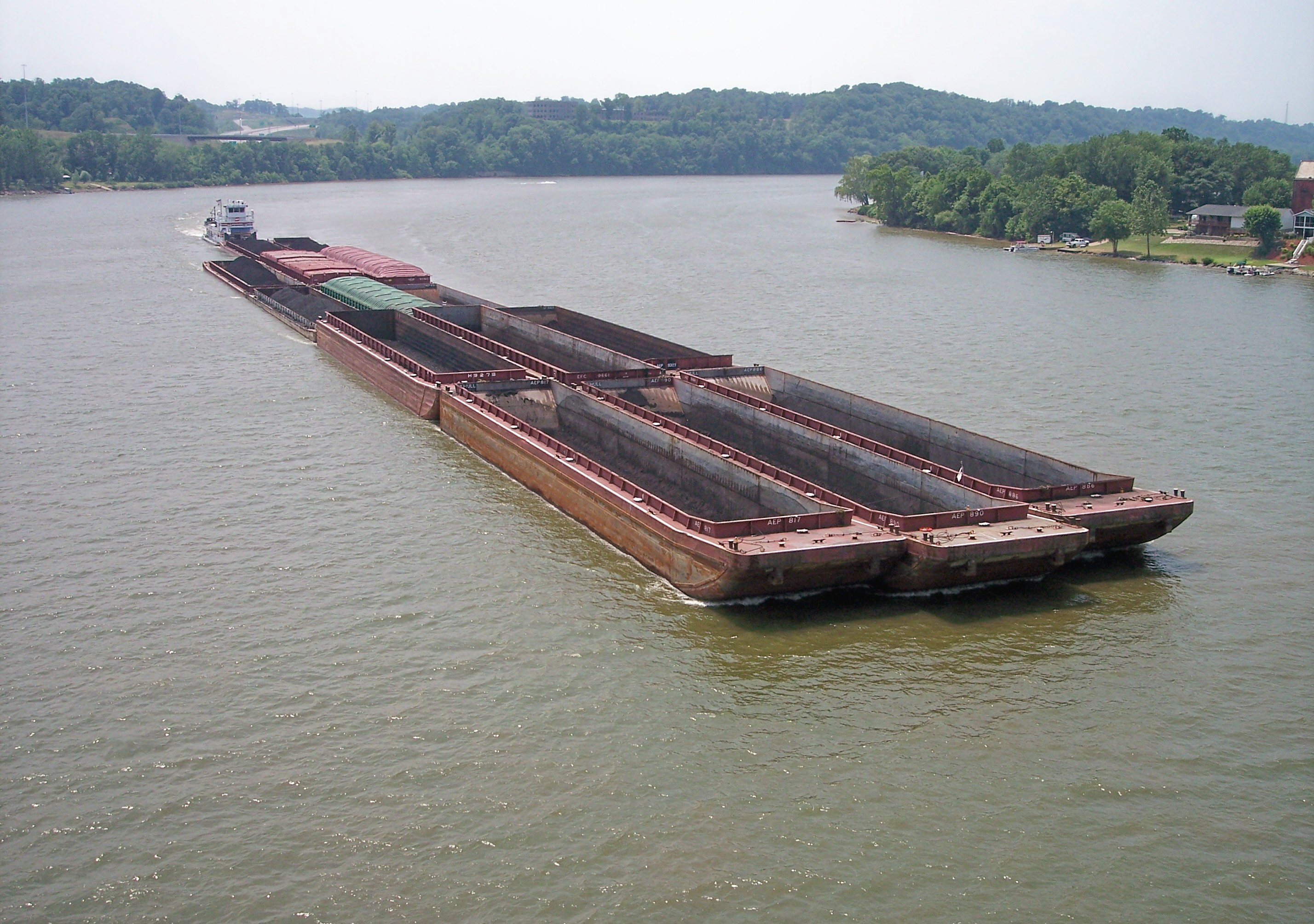
L'Ohio à Parkersburg.

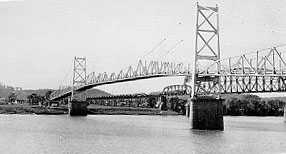
Le Silver Bridge à Point Pleasant.

Les Amérindiens considéraient l'Ohio comme un fleuve de sa source jusqu'à la mer, et non pas comme un simple affluent du Mississippi. Effectivement, il transporte le volume d'eau le plus important de tous les affluents du Mississippi.
La vallée de l'Ohio fut contrôlée par les Français au sein du territoire de la Nouvelle-France. Elle était alors appelée la « Belle Rivière ». Son importance était stratégique, car elle permettait de relier la Louisiane française au Canada. Elle fut donc fortifiée par les autorités en place.
Le 19 mai 1749, le roi George II de Grande-Bretagne donna à la Compagnie de l'Ohio des terrains près de la rivière pour la traite des fourrures. La ville de Louisville, dans le Kentucky, fut ensuite fondée près du seul obstacle naturel à la navigation, les chutes de l'Ohio. Il s'agissait d'une série de rapides où la rivière coulait sur du calcaire très dur, riche en fossiles. Pour contourner l'obstacle, on construisit des écluses. De nos jours, des écluses et un barrage hydroélectrique, le barrage McAlpine, sont installés à cet endroit.
Après l'indépendance des treize colonies (1776), une série d'ordonnances a organisé le découpage des territoires au nord de l'Ohio, cédés par la Virginie aux États-Unis. L'ordonnance de 1785 a organisé le découpage en « townships » des territoires situés au nord-ouest. L'Ohio fut ainsi l'un des premiers États organisés selon ce système.
À l'origine, on descend l'Ohio sur le Flatboat (en), sorte de caisse flottante qui transporte 25 personnes et 50 tonnes à raison de 10 kilomètres par jour. On remonte les affluents pour pénétrer vers l'intérieur. Presque tout le pays est recouvert d'une forêt de chênes et de hêtres..
Comme l'Ohio coulait vers l'ouest, c'était une voie idéale pour les pionniers à la conquête de l'Ouest. Une fois l'embouchure de l'Ohio atteinte, ceux-ci remontaient le Mississippi jusqu'à Saint Louis, dans le Missouri. À ce niveau, certains remontaient le Mississippi, d'autres le Missouri, et d'autres empruntaient des voies terrestres. Des pirates en profitaient, et rançonnaient les voyageurs avant de saborder leurs bateaux à Cave-in-Rock, au sud de l'Illinois.
Séparant les États du nord des États confédérés, l'Ohio était la frontière que les esclaves traversaient pour devenir libres, comme le racontent les romans de Harriet Beecher Stowe ou Toni Morrison. De nos jours, l'Ohio sépare plutôt les États du Midwest et des Grands Lacs des États du Sud.
Autre point intéressant : par erreur, le territoire de la Virginie ne s'arrêta pas au milieu de la rivière, mais jusqu'à l'autre rive, ce qui fait que toute la rivière était située sur ce territoire.
À partir de la Virginie furent dessinés les États du Kentucky et de Virginie-Occidentale, et toute la rivière leur appartient, même si elle constitue la frontière entre eux et d'autres États (l'Illinois, l'Indiana et l'Ohio).
Le Kentucky intenta un procès contre l'Indiana au début des années 1980, car celui-ci voulait bâtir une centrale nucléaire qui aurait déversé ses eaux usées dans la rivière.
Dans le même esprit, le Kentucky contesta à l'Illinois le droit de percevoir les impôts sur un bateau-casino à Métropolis, en s'appuyant sur le fait qu'il possédait toute la rivière.